# Limprichtia latinerve
Limprichtia latinerve là một loài Rêu trong họ Amblystegiaceae. Loài này được (Warnst.) Wheld. mô tả khoa học đầu tiên năm 1921.